# Mikołaj Brolnicki
Mikołaj Brolnicki herbu Gozdawa (zm. na początku 1631 roku) – skarbny litewski w 1607 roku, wójt nowogródzki.
Poseł powiatu wileńskiego na sejm 1627 roku. Poseł powiatu trockiego na sejm 1625 roku i sejm warszawski 1626 roku.